# مايكل سميث (ضابط)
مايكل سميث (بالإنجليزية: Michael J. Smith)‏ (و. 1945 – 1986 م) هو ضابط بحري، ورائد فضاء، وطيار اختبار، من الولايات المتحدة، ولد في بوفورت، كارولاينا الشمالية، توفي في رأس كانافيرال، عن عمر يناهز 41 عاماً، بسبب كارثة مكوك الفضاء شالنجر.

## التعليم
تعلم في أكاديمية الولايات المتحدة البحرية، والكلية البحرية للدراسات العليا.

## الخدمة العسكرية
خدم في بحرية الولايات المتحدة.

## جوائز
حصل على جوائز منها:
- صليب الطيران المتميز
- نوط الجو
- Congressional Space Medal of Honor [الإنجليزية]‏.